# Karlheinz Hackl

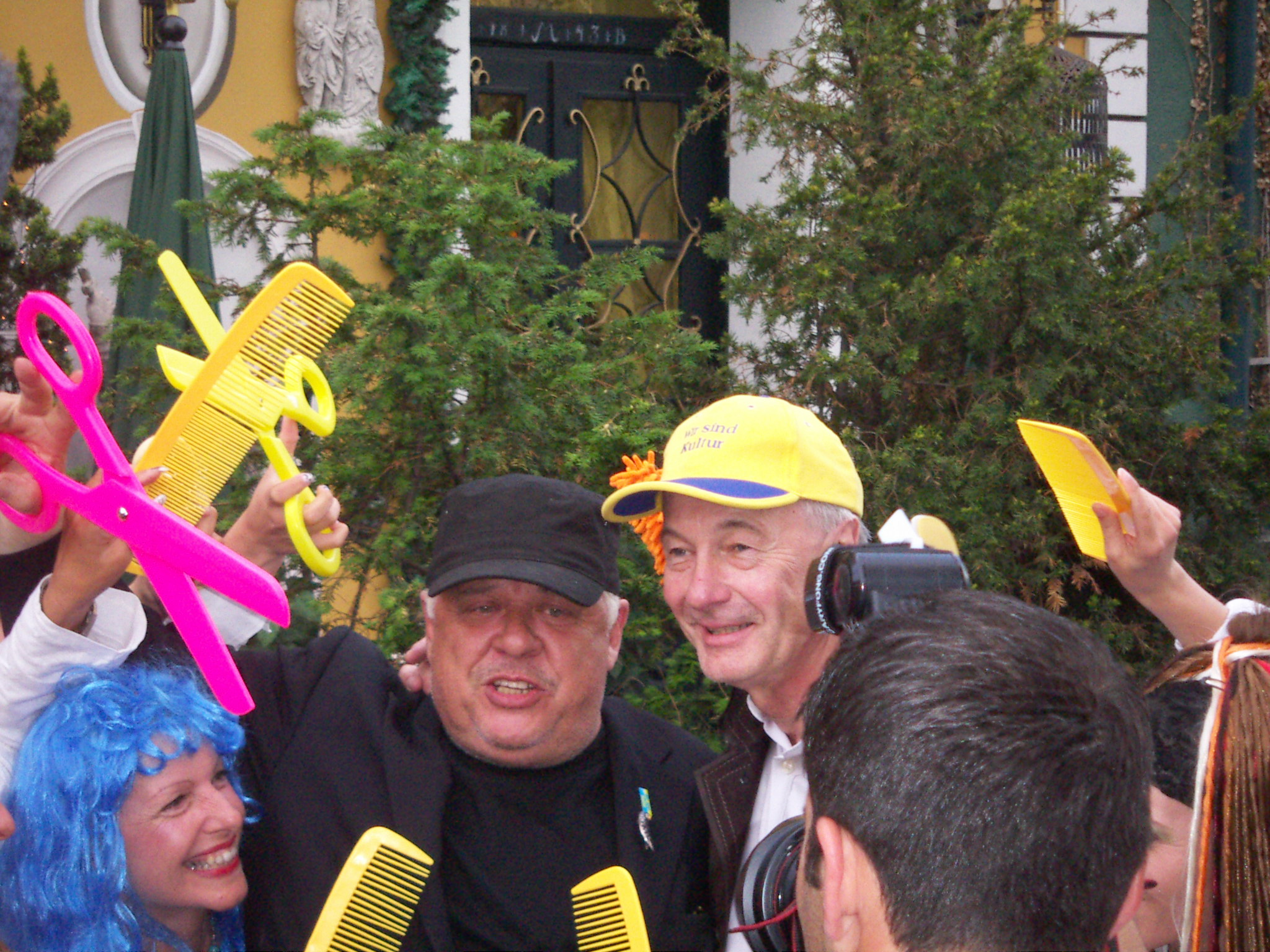
Gemeinsame Geburtstagsfeier mit Erich Joham

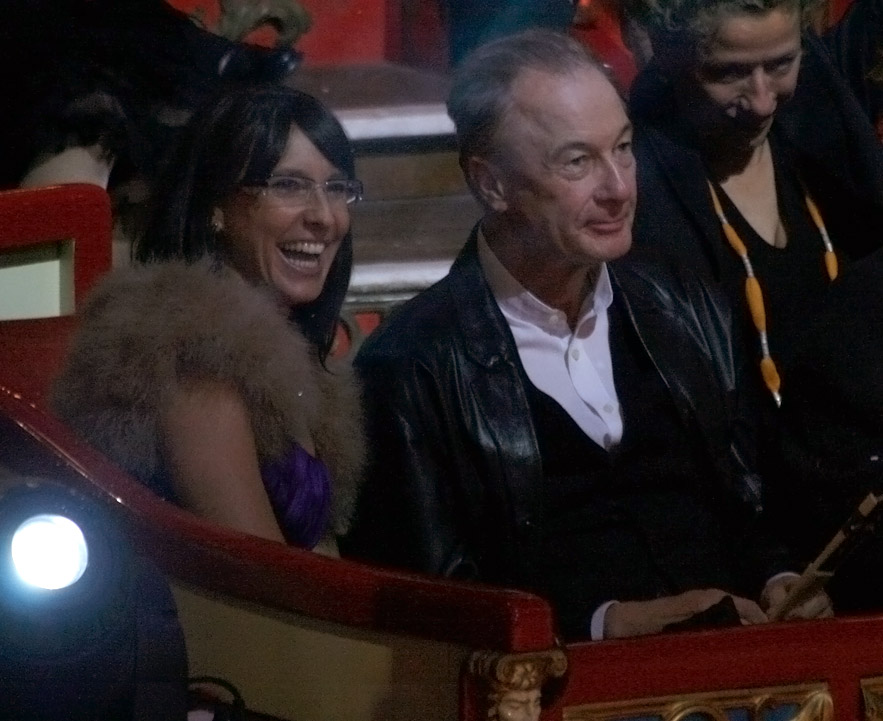
Karlheinz Hackl und Maria Köstlinger (Wien 2009)

Karlheinz Hackl (* 16. Mai 1949 in Wien; † 1. Juni 2014 ebenda) war ein österreichischer Schauspieler und Theaterregisseur.

## Leben
Nach seiner Ausbildung an der Schauspielschule Krauss erhielt er Engagements am Theater der Courage (1972/1973), am Wiener Volkstheater (1974–1976) bei Gustav Manker, am Hamburger Thalia-Theater (1976–1978) bei Boy Gobert und ab 1978 (Direktion Achim Benning) am Wiener Burgtheater.
Hackl war ab 1996 ordentlicher Professor für Rollengestaltung am Max Reinhardt Seminar der Universität für Musik und darstellende Kunst Wien. Vor seiner künstlerischen Karriere schloss er das Studium der Betriebswirtschaftslehre an der Wirtschaftsuniversität Wien mit dem Magistertitel ab.
In erster Ehe war Hackl mit der Schauspielerin Brigitta Furgler verheiratet, mit der er zwei Töchter hatte. Tochter Franziska Hackl (* 1983) ist ebenfalls Schauspielerin. Ab 1997 war Hackl mit der österreichischen Schauspielerin Maria Köstlinger verheiratet. Die beiden haben eine gemeinsame Tochter. 2003 wurde bei ihm ein bösartiger Tumor im Gehirn festgestellt, der ihm bald darauf entfernt wurde.
Im Jahr 2008 versuchte Hackl mit einer eigenen Partei eine Kandidatur bei den österreichischen Nationalratswahlen, scheiterte aber schon im Vorfeld an einer zu geringen Zahl von Unterstützungserklärungen.
2009 veröffentlichte Hackl die CD Mei Lebn – mit Liedern von Georg Danzer. Sie enthält zum Großteil nicht veröffentlichte Lieder von Georg Danzer, die dieser extra für Karlheinz Hackl geschrieben hatte. Im Frühjahr 2013 stand er mit dem Programm Mei Lebn – Karlheinz Hackl singt Georg Danzer auch auf der Bühne. Nur wenige Tage nach der Premiere folgte eine neuerliche Krebsdiagnose.

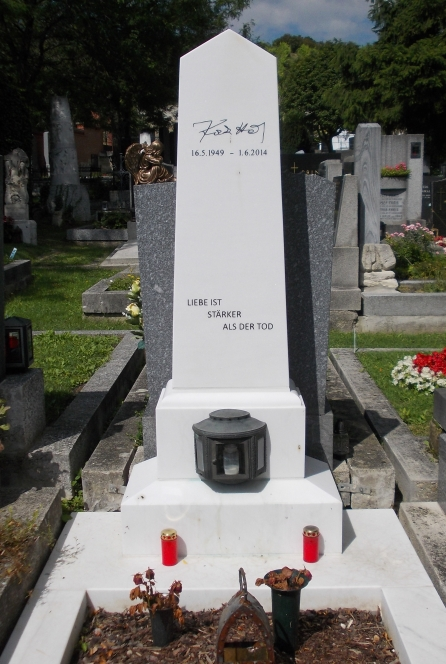
Grabstätte von Karlheinz Hackl

Am 1. Juni 2014 verstarb Hackl 65-jährig an den Folgen seines Krebsleidens und wurde auf dem Heiligenstädter Friedhof (Teil A, Gruppe 3, Nummer 115) in einem ehrenhalber gewidmeten Grab in Wien begraben.

## Kabarett (Auswahl)
- 2009: Lachen macht gesund

## Theater (Auswahl)
- 1973: Hölderlin von Peter Weiss am Wiener Volkstheater unter der Regie von Rudolf Kautek
- 1973: Die wundersame Schustersfrau von Federico García Lorca am Wiener Volkstheater in den Außenbezirken unter der Regie von Peter Birkhofer
- 1974: Die Wilden von Christopher Hampton am Wiener Volkstheater unter der Regie von Georg Remoundos
- 1974: Die Glembays von Miroslav Krleža am Wiener Volkstheater unter der Regie von Václav Hudecek
- 1974: Adam und Eva von Peter Hacks am Wiener Volkstheater unter der Regie von Fritz Zecha
- 1975: Das Märchen von Arthur Schnitzler am Wiener Volkstheater, unter der Regie von Gustav Manker die Rolle des August Witte
- 1975: Faust I u.II von Johann Wolfgang von Goethe am Wiener Volkstheater unter der Regie von Gustav Manker die Rolle des Raphael/Lynceus
- 1975: Das Mandat von Nikolai Robertowitsch Erdman am Wiener Volkstheater unter der Regie von Peter M. Preissler
- 1975: Der Alpenkönig und Menschenfeind von Ferdinand Raimund am Wiener Volkstheater in den Außenbezirken unter der Regie von Gernot H. Friedel
- 1975: Der Kommandant von Borislav Mihajlovic am Wiener Volkstheater unter der Regie von Erich Margo
- 1975: Der Verschwender von Ferdinand Raimund am Wiener Volkstheater unter der Regie von Gustav Manker
- 1976: Wahnsinnig glücklich von Helmut Zenker am Wiener Volkstheater unter der Regie von Rudolf Jusits
- 1976: Unsere kleine Stadt von Thornton Wilder am Wiener Volkstheater unter der Regie von Hans Jaray
- 1978: Betrogen von Harold Pinter, am Burgtheater unter der Regie von Peter Wood in der Rolle des Jerry
- 1979: Sappho von Franz Grillparzer, am Akademietheater unter der Regie von Joachim Bißmayer in der Rolle des Phaon
- 1979: Wie es euch gefällt von William Shakespeare, am Burgtheater unter der Regie von Terry Hands in der Rolle des Orlando
- 1979: Tartuffe von Molière, am Burgtheater unter der Regie von Rudolf Noelte in der Rolle des Valère
- 1980: Die Schwärmer von Robert Musil, am Akademietheater unter der Regie von Erwin Axer in der Rolle des Anselm
- 1980: Die Räuber, am Burgtheater unter der Regie von Rudolf Jusits in der Rolle des Karl Moor
- 1981: Ein Bruderzwist in Habsburg von Franz Grillparzer, am Burgtheater, unter der Regie von Leopold Lindtberg den Ferdinand
- 1981: Professor Bernhardi von Arthur Schnitzler, am Burgtheater unter der Regie von Angelika Hurwicz, den Pfarrer der Kirche zum Hl. Florian
- 1981: Don Juan kommt aus dem Krieg von Ödön von Horváth, am Akademietheater unter der Regie von Rudolf Jusits den Don Juan
- 1981: Die Ermittlung von Peter Weiss, Raum III des Burgtheaters am Schwarzenbergplatz unter der Regie von Angela Zabrsa den Ankläger
- 1982: Egmont von Johann Wolfgang Goethe, am Burgtheater unter der Regie von Peter Palitzsch den Wilhelm von Oranien
- 1982: Der Marquis von Keith von Frank Wedekind, am Burgtheater unter der Regie von Leopold Lindtberg den Ernst Scholz
- 1983: Neujahrsmartinée 1. Jänner 1983 im Burgtheater Schauspieler und ihre Lieblingslieder
- 1983: Der Unbestechliche von Hugo von Hofmannsthal, am Akademietheater unter Regie von Rudolf Steinboeck, in der Rolle des Jaromir
- 1983: Der Kirschgarten von Anton Tschechow, am Burgtheater unter der Regie von Achim Benning den Jascha
- 1984: Neujahrsmartinée 1. Jänner 1984 im Burgtheater „...und wünsche euch ein gutes Jahr!“ Conférence: Karlheinz Hackl
- 1984: Gespenster, Gespenster! von Eduardo De Filippo, am Akademietheater unter der Regie von Fred Berndt den Alfredo Marigliano
- 1985: Ein Klotz am Bein von Georges Feydeau, am Akademietheater unter der Regie von Achim Benning den Monsieur de Bois d´Enghien
- 1985: Reigen von Arthur Schnitzler, am Akademietheater unter der Regie von Erwin Axer in der Rolle Der Dichter
- 1985: Olympia von Franz Molnár, am Akademietheater (auch Burgtheater), unter der Regie von Rudolf Steinboeck den Barna
- 1986: Tote Seelen von Nicolai Gogol, am Burgtheater
- 1990: Ein Volksfeind von Henrik Ibsen, (Dr. Tomas Stockmann) am Burgtheater
- 1991: La Cage aux Folles an der Wiener Volksoper, als (Zaza/Albin), Frank Hoffmann als (Georges)
- 1991: Der Schwierige von Hugo von Hofmannsthal, (Hans Karl Bühl) bei den Salzburger Festspielen und Burgtheater unter der Regie von Jürgen Flimm
- 1993: Liliom (Titelrolle) im Burgtheater (Regie: Paulus Manker)
- 1994: Der Mann von La Mancha (Musical) an der Wiener Volksoper, als Don Quixote, Robert Meyer als Sancho und Dagmar Koller als Aldonza
- 1995: Platonov von Anton Cechov, (Titelrolle) am Akademietheater unter der Regie von Achim Benning
- 1996: Einen Jux will er sich machen, von Johann Nestroy, (Weinberl), am Burgtheater unter der Regie von Achim Benning
- 1997: Professor Bernhardi von Arthur Schnitzler am Burgtheater unter der Regie von Achim Benning in der Titelrolle
- 1997: Höllenangst von Johann Nestroy am Theater in der Josefstadt unter der Regie von Helmuth Lohner in der Rolle des Wendelin[6]
- 1998: Das weite Land von Arthur Schnitzler, Premiere Akademietheater, dann auch am Burgtheater unter der Regie von Achim Benning in der Rolle des Hofreiter
- 1998: Das Konzert von Hermann Bahr, im Theater in der Josefstadt, unter der Regie von Heinz Marecek in der Rolle des Gustav Heink
- 2001: Der Zerrissene im Burgtheater in einer Inszenierung von Georg Schmiedleitner in der Rolle des Herrn von Lips

Regiearbeiten
- 1989: Brooklyn Memoires im Volkstheater
- 1991: Nora von Henrik Ibsen im Volkstheater
- 1993: Liebelei von Arthur Schnitzler im Theater in der Josefstadt mit Bernhard Schir
- 1994: Geschichten aus dem Wiener Wald von Ödön von Horváth im Theater in der Josefstadt mit Herbert Föttinger
- 1995: Romeo und Julia von William Shakespeare im Burgtheater mit Johannes Krisch und Eva Herzig
- 1997: Der Floh im Ohr, von Georges Feydeau im Akademietheater mit Robert Meyer und Nicholas Ofczarek
- 1999: Der Verschwender von Ferdinand Raimund im Theater in der Josefstadt mit Herbert Föttinger und Maria Köstlinger
- 2000: Der Färber und sein Zwillingsbruder von Johann Nestroy im Burgtheater mit Birgit Minichmayr
- 2001: Heimliches Geld, heimliche Liebe von Johann Nestroy im Theater in der Josefstadt mit Otto Schenk, Herbert Föttinger und Alexander Waechter
- 2005: Nora oder Ein Puppenheim von Henrik Ibsen im Theater in der Josefstadt mit Herbert Föttinger und Maria Köstlinger

## Filmografie
- 1976: Der junge Freud, Regie: Axel Corti
- 1978: Der Ehrentag, Regie: Axel Corti
- 1980–1986: Ringstraßenpalais (in 4 Folgen 1983) Regie: Rudolf Nussgruber (Fernsehserie)
- 1982: Sophies Entscheidung (Sophie’s Choice), Regie: Alan Pakula
- 1983: Mich wundert, daß ich so fröhlich bin, Regie: Michael Kehlmann
- 1984: Der Leihopa, Regie: Otto Anton Eder (Fernsehserie)
- 1985: Der Assisi-Untergrund, Regie: Alexander Ramati
- 1985: Wohin und zurück: Welcome to Vienna, Regie: Axel Corti
- 1985: Kein Cognac zum Abschied, Regie: Thomas Ujlaki
- 1989: Das Plakat April 1945, TV-Episode der Arbeitersaga, Regie: Dieter Berner
- 1991: Ein anderer Liebhaber, Regie: Xaver Schwarzenberger
- 1992: Duett, Regie: Xaver Schwarzenberger
- 1993: Tatort: Kesseltreiben, Regie: Peter Schulze-Rohr
- 1993: Der Alte: Kurzer Prozess, Folge 180
- 1993: Ein Fall für zwei: Eifersucht, Folge 104
- 1994: Kommissar Rex: Die Tote von Schönbrunn, Regie: Detlef Rönfeldt
- 1994: Derrick: Nachts, als sie nach Hause lief
- 1995: Radetzkymarsch, Regie: Axel Corti, Gernot Roll
- 1995: In uns die Hölle, Regie: Urs Egger
- 1995: Tödliches Geld, Regie: Detlef Rönfeldt
- 1995: Derrick: Katze ohne Ohren (Fernsehserie)
- 1996: Der Mann ohne Schatten: Der Spion (Fernsehserie), Regie: Zbyněk Brynych
- 1999: Sinan Toprak – Halbgott
- 2000: Der Alte, Die Schwester, Folge 253, Regie: Hartmut Griesmayr (Fernsehserie)
- 2000: Ein Fall für zwei, Regie: Frank Strecker
- 2000: Probieren Sie’s mit einem Jüngeren, Regie: Michael Kreihsl
- 2000: Der Briefbomber, Regie: Torsten C. Fischer
- 2000: Bobby, Regie: Vivian Naefe
- 2001: Spiel im Morgengrauen, Regie: Götz Spielmann
- 2001: SOKO Kitzbühel – Doppelfehler, Regie: Stefan Klisch
- 2002: Der Alte, Das Leben ist ein tödliches Spiel, Folge 274
- 2002: Gebürtig, Regie: Lukas Stepanik und Robert Schindel
- 2002: Taxi für eine Leiche, Regie: Wolfgang Murnberger, mit Gertraud Jesserer
- 2002: Der Bulle von Tölz: Salzburger Nockerl
- 2003: Ausgeliefert, Regie: Andreas Prochaska
- 2003: Der Alte – Folge 285: Bei Mord hört es auf
- 2003: c(r)ook, Regie: Pepe Danquart
- 2004: Der Bestseller: Wiener Blut, Regie: Dirk Regel
- 2004: Der Todestunnel, Regie: Dominique Othenin-Girard
- 2005: Im Zeichen des Drachen, Regie: Antonello Grimaldi
- 2005: Agathe kann’s nicht lassen: Mord im Kloster, Regie: Helmut Metzger
- 2005: Die Entscheidung, Regie: Nikolaus Leytner
- 2006: Siska – Alibi für Tommi
- 2009: Romy
- 2011: Der Chinese, Regie: Peter Keglevic
- 2011: Die Rosenheim-Cops – Erbschaft mit Folgen
- 2012: Die Verführerin Adele Spitzeder
- 2012: Mord in bester Gesellschaft – Der Tod der Sünde
- 2012: Braunschlag – Regie: David Schalko
- 2013: So wie du bist – Regie: Wolfgang Murnberger

## Diskografie
- Mei Lebn – Mit Liedern von Georg Danzer; PR90763 – Preiser Records

## Auszeichnungen
- 1974/75: Karl-Skraup-Preis
- 1986: Kainz-Medaille
- Titel Kammerschauspieler
- 1992: Telestar
- 1994: Goldene Romy als Beliebtester Schauspieler
- 2002: Nestroy-Nominierung als Bester Schauspieler
- 2007: Johann-Nestroy-Ring der Stadt Bad Ischl
- 2012: Nestroy-Preis für sein Lebenswerk